# Titanichthys
Titanichthys es un género extinto de un gran placodermo que vivió en los mares poco profundos del Devónico Superior en lo que hoy en día es Marruecos y el este de América del Norte. En cuanto a tamaño y constitución, era similar al Dunkleosteus.

## Descripción

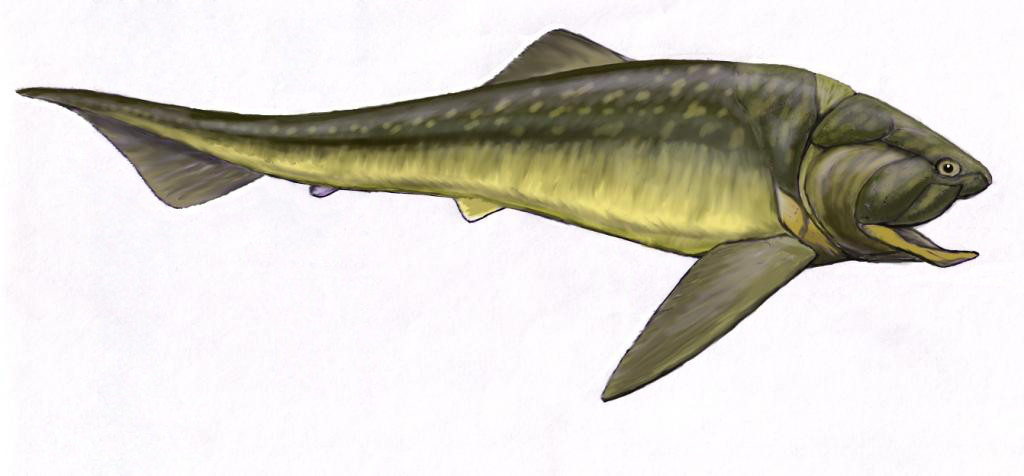
Titanichthys termieri.

Se estima que Titanichthys llegaba a medir hasta 8 metros de largo, además poseía unas aletas delanteras muy grandes en relación con su cuerpo. Muchas de las especies de Titanichthys se acercaron en tamaño a su pariente, el Dunkleosteus. Aunque varias especies de Titanichys eran de tamaño pequeño. Se cree que Titanichthys utiliza su enorme boca para filtrar su comida posiblemente se alimentaba de peces, como una pequeña anchoa, posiblemente krill, o el zooplancton, similar a lo que hacen las ballenas hoy en día.

## Historia
Cuando el geólogo Henri Termier halló los primeros ejemplares de la especie Titanichthys termieri, fue colocada originalmente en el género Gorgonichthys pero se pensaba que eran restos óseos de algún dinosaurio, después Termier hizo algunos análisis en el cráneo de Titanichthys, así que fue capaz de convencer a sus colegas de que los restos óseos no eran de Gorgonichthys, y tampoco de un dinosaurio, sino que en realidad pertenecía al género Titanichthys. El sinónimo más moderno de Titanichthys, Brontichthys, no debe ser confundido con otro artródiro, Bruntonichthys.

## Especies
- T. agassizi
- T. attenuatus
- T. clarkii
- T. hussakofi
- T. recto
- T. kozlowskii
- T. termieri